# 情報法制学会
情報法制学会（じょうほうほうせいがっかい、英：Association of Law and Information Systems、略称：ALIS（ありす））は、情報法制の研究を目的として2017年に設立された団体であり、日本学術会議協力学術研究団体として指定を受けている。
情報、メディア等に関する法、技術及びビジネスの観点からの学術的、実務的な研究を促進することを目的としている。

## 役員[1]
※2020年6月現在。
- 代表
  - 曽我部真裕（京都大学 教授）
- 運営委員
  - 上原哲太郎（立命館大学 教授）
  - 宍戸常寿（東京大学 教授）
  - 実積寿也（中央大学 教授）
  - 新保史生（慶應義塾大学 教授）
  - 鈴木正朝（新潟大学 教授／情報法制研究所 理事長）
  - 山本龍彦（慶應義塾大学 教授）
- 監事
  - 堀雅文（東京大学 特任教授）
- 編集委員会
  - 学会誌『情報法制研究』（有斐閣） 年2回（2月・11月）発行
- 編集委員長
  - 宍戸常寿（東京大学 教授）
- 編集委員
  - 上原哲太郎（立命館大学 教授）
  - 亀井源太郎（慶應義塾大学 教授）
  - 小塚壮一郎（学習院大学 教授）
  - 実積寿也（中央大学 教授）
  - 新保史生（慶應義塾大学 教授）
  - 鈴木正朝（新潟大学 教授／理化学研究所PI）
  - 曽我部真裕（京都大学 教授）
  - 山本龍彦（慶應義塾大学 教授）

## 事業内容[2]
1. 国内及び海外の動向等に関する調査研究及び研究成果の公表
2. 研究者の連絡及び協⼒促進
3. 研究会及び講演会の開催
4. 機関誌その他図書の刊⾏
5. 外国の学界との連絡及び協⼒
6. 前各号のほか運営委員会において適当と認めた事業

## 沿革
- 2017年2月1日　設立
- 2017年12月16日　情報法制学会第1回研究大会を開催
- 2018年6月23日　国際シンポジウム「ブロードバンド品質：計測技術と市場への影響」を開催
- 2018年12月16日　情報法制学会第２回研究大会を開催
- 2019年9月9日　「第2回JILIS情報法セミナー in 東京：就活サイト『内定辞退予測』で揺れる“個人スコア社会”到来」を情報法制研究所（JILIS）と共催
- 2019年12月15日　情報法制学会第３回研究大会を開催